# Tracylla spartinae
Tracylla spartinae är en svampart som först beskrevs av Peck, och fick sitt nu gällande namn av Tassi 1904. Tracylla spartinae ingår i släktet Tracylla, divisionen sporsäcksvampar och riket svampar.   Inga underarter finns listade i Catalogue of Life.